# Louis-Victor de Broglie
Príncipe Louis-Victor Pierre Raymond de Broglie (Dieppe, 15 de agosto de 1892-Louveciennes, 19 de marzo de 1987), séptimo duque de Broglie, fue un físico francés conocido a veces en castellano como Luis de Broglie.

## Biografía
Pertenecía a una de las familias más distinguidas de la nobleza francesa, y era el séptimo duque de Broglie, originario del Piamonte. El apellido original italiano, Broglia, fue adaptado al francés en 1654, por el fundador de la Casa de Broglie. Sus antepasados habían destacado en la política, la diplomacia o el ejército. Cursó estudios de física teórica en la Sorbona, así como de historia de Eslovenia, pues pensaba utilizarlos en su carrera diplomática. A los dieciocho años, después de terminar un trabajo de investigación histórica, se decidió a estudiar física, doctorándose en 1924.
Fue profesor de física teórica en la Universidad de París (1928), en el Instituto Henri Poincaré, hasta 1962. Miembro de la Academia de Ciencias (1933) y de la Academia Francesa (1943), secretario permanente de la Academia de Ciencias (1942) y consejero de la Comisión de Energía Atómica Francesa (1945).
Fue galardonado en 1929 con el Premio Nobel de Física, por su descubrimiento de la naturaleza ondulatoria del electrón, conocida como hipótesis de Broglie. También recibió la Legión de Honor, en 1961 fue nombrado Caballero de la Gran Cruz de la Legión de Honor.
Louis-Victor de Broglie sugirió un laboratorio multinacional, una sugerencia que llevó a la creación de la Organización Europea para la Investigación Nuclear (CERN). De Broglie es considerado como un cofundador del CERN.

### Entorno familiar, social y económico
Su padre era Victor de Broglie 5.º duque de Broglie, y su madre era D'Armaillé de Pauline. Luis estudió en el Lycée Janson de Sailly en París donde terminó su educación secundaria en 1909.
Louis estaba interesado en hacer estudios de letras en la universidad. A los 18 años empezó a interesarse por la física y las matemáticas pero su licenciatura en bachillerato de artes le obligó a estudiar historia. En 1913 se licenció en dicha carrera.
Sirvió en el ejército durante la Primera Guerra Mundial, en la estación de telegrafía sin hilos de la Torre Eiffel.
Él mismo explicaría que después de la guerra se interesó en la física matemática, aunque también demostró interés en la física experimental. El trabajo de su hermano Maurice, basado en diseños experimentales con radiografías, atrajo la atención de Louis y utilizó el tema para su doctorado. En 1929 recibió el premio Nobel de física gracias a las ideas contenidas en su tesis doctoral. En 1932 obtuvo una cátedra de física teórica en la Facultad de Ciencias de París. En 1942 fue nombrado secretario perpetuo de la Academia de Ciencias de Francia, de la que era miembro desde 1933.

## Investigación científica
De Broglie era un físico teórico alejado de los experimentalistas o los ingenieros. En 1924 presentó una tesis doctoral titulada: Recherches sur la théorie des quanta (Investigaciones sobre la teoría cuántica) introduciendo los electrones como ondas. Este trabajo presentaba por primera vez la dualidad onda corpúsculo característica de la mecánica cuántica. Su trabajo se basaba en los trabajos de Einstein y Planck.
La asociación de partículas con ondas implicaba la posibilidad de construir un microscopio electrónico de mucha mayor resolución que cualquier microscopio óptico al trabajar con longitudes de onda mucho menores.

## Publicaciones
- Investigaciones sobre la teoría de los cuantos, Tesis, París, (1924).
- Ondes et mouvements. París: Gauthier-Villars, (1926).
- Rapport au 5e Conseil de Physique Solvay. Bruselas, (1927).
- La mécanique ondulatoire. París: Gauthier-Villars, (1928).
- Ondas y corpúsculos (1930).
- La física nueva y los cuantos (1937).
- Materia y luz. París: Albin Michel, (1937).
- Continuidad y discontinuidad en física moderna (1941).
- Física y microfísica (1947).
- Óptica ondulatoria y corpuscular (1950).
- Sabios y descubrimientos (1951).
- Une tentative d'interprétation causale et non linéaire de la mécanique ondulatoire: la théorie de la double solution. París: Gauthier-Villars, (1956). Traducción al inglés: Non-linear Wave Mechanics: A Causal Interpretation. Ámsterdam: Elsevier, (1960).
- Sur les sentiers de la science.
- Introduction à la nouvelle théorie des particules de M. Jean-Pierre Vigier et de ses collaborateurs. París: Gauthier-Villars, (1961). París: Albin Michel, (1960). Traducción al inglés: Introduction to the Vigier Theory of elementary particles. Ámsterdam: Elsevier, (1963).
- Étude critique des bases de l'interprétation actuelle de la mécanique ondulatoire. París: Gauthier-Villars, (1963). Traducción al inglés: The Current Interpretation of Wave Mechanics: A Critical Study. Ámsterdam, Elsevier, (1964).
- Certitudes et incertitudes de la science. París: Albin Michel, (1966).